# Hamm (Düsseldorf)

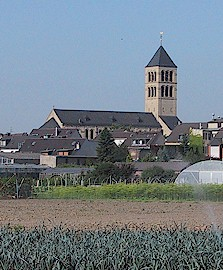
Blick auf die Pfarrkirche St. Blasius in Düsseldorf-Hamm

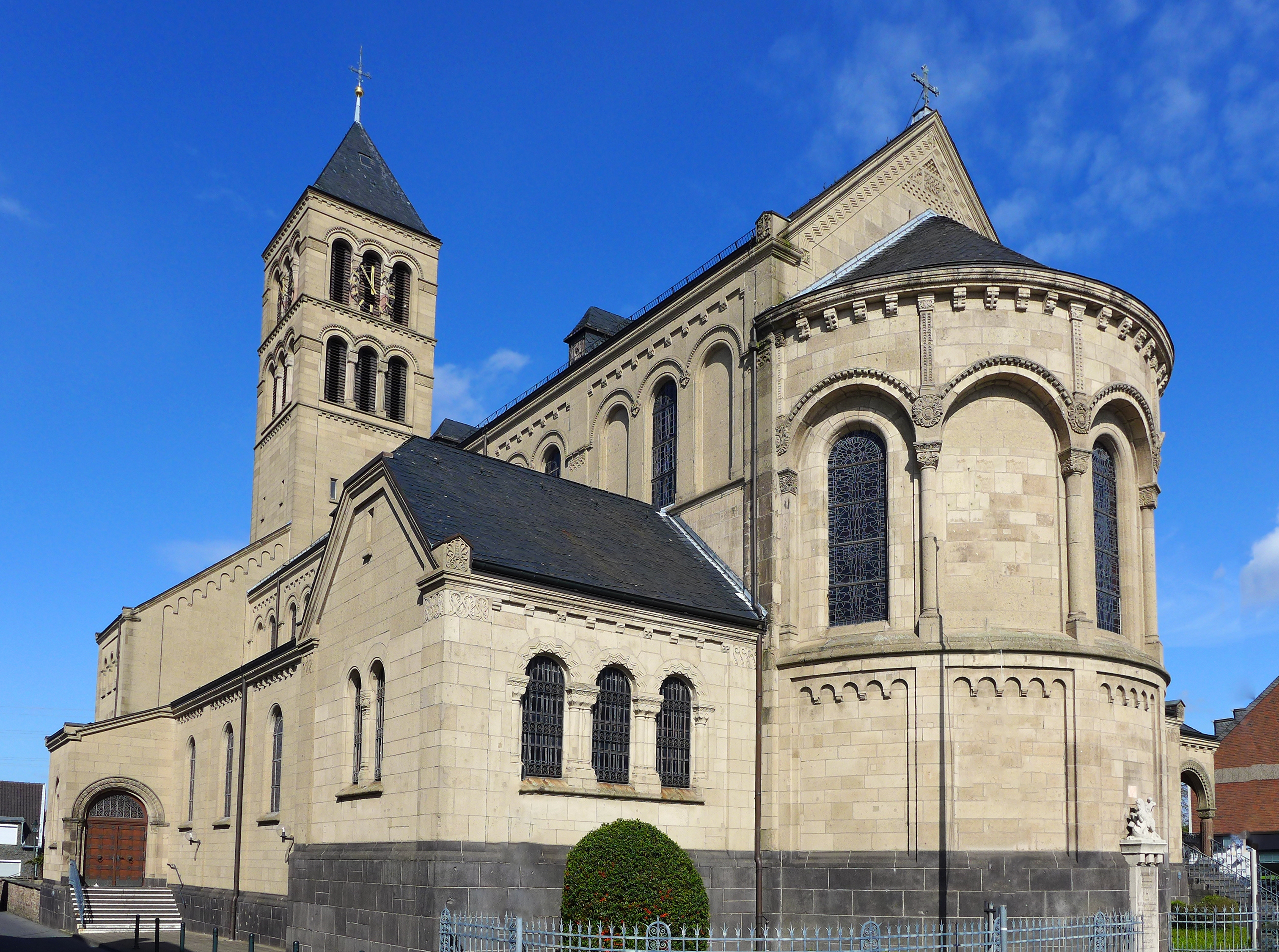
St. Blasius (Düsseldorf-Hamm)

Hamm ist ein Stadtteil der nordrhein-westfälischen Landeshauptstadt Düsseldorf. Er liegt im Rheinbogen südlich der Innenstadt im Stadtbezirk 3. Der Name stammt vom lateinischen Wort Hamus (deutsch Haken), was sich auf die Lage des Ortes in ebendiesem Rheinbogen bzw. -haken bezieht. Mit rund 4.400 Einwohnern (Stand: Dezember 2016) ist Hamm einer der kleinsten Stadtteile Düsseldorfs.
Um den Düsseldorfer Stadtteil Hamm von der Stadt Hamm zu unterscheiden, wird er auch häufig als Kappes-Hamm (Kappes = Kohl im Düsseldorfer Platt) bezeichnet.

## Lage
Trotz der ländlichen Lage grenzt der Ortsteil direkt an den Düsseldorfer Medienhafen und die Stadtteile Unterbilk und Bilk an. Mit dem Fahrrad oder Auto sind es kaum zehn Minuten bis zur Düsseldorfer Altstadt oder dem Stadtzentrum. Die direkte Verkehrsanbindung an den Rheinufertunnel ermöglicht eine Anfahrtszeit von rund 15 bis 20 Minuten zum Düsseldorfer Flughafen. Die ebenfalls wie Hamm im Düsseldorfer Süden gelegene Heinrich-Heine-Universität erreicht man mit dem Auto in etwa zehn Minuten. Im öffentlichen Personennahverkehr (ÖPNV) verfügt Hamm über eine Straßenbahnanbindung (Linien 706 und 709) sowie einen S-Bahn-Haltepunkt (Linien S8, S11 und S28). Seit 2016 fährt dort auch die Buslinie 723.

## Geschichte
Spätestens 1218 findet sich die erste urkundliche Erwähnung von Hamm. Es gibt allerdings auch Berichte über erste Erwähnungen aus den Jahren 793 und 875. Eine der ältesten Quellen über Hamm ist die auf den 23. Juni 1347 datierte Urkunde über die Höfe aus Hamm. Die in Latein verfasste mittelalterliche Schrift befindet sich im Hauptarchiv der Landeshauptstadt Düsseldorf.
In der mehr als 600-jährigen Geschichte des kleinen Ortsteils lassen sich mehr als acht schwere Hochwasser belegen. 1394 wird das Kirchspiel Hamm durch Herzog Wilhelm I. in die Stadt Düsseldorf eingemeindet und die Bewohner erhalten die „städtischen Freiheiten“. Weiter wird den Bewohnern für 24 Jahre „Bedefreiheit“ zugesagt.
Die im Jahre 1458 erneuerte St. Sebastianus Schützenbruderschaft Düsseldorf-Hamm gehört zu einer der ältesten historischen Schützenbruderschaften Düsseldorfs. Mit dem Einfall brandenburgischer Truppen 1644 begann auch für den Düsseldorfer Ortsteil der Dreißigjährige Krieg. Heutzutage prägt die katholische Pfarrkirche St. Blasius, die 1911 neu errichtet wurde, das Ortsbild. Älter als die Pfarrkirche sind die beiden Kapellen in Hamm. 1709 wurde der Bau der Rochuskapelle am unteren Ende der Fährstraße in Auftrag gegeben. Noch älteren Datums ist die vom Pfalzgrafen Philipp Wilhelm zur Geburt des Prinzen Jan Wilhelm gestiftete Kreuzkapelle. Die von 1658 bis 1660 gebaute Kapelle wird heute von der orthodoxen Gemeinde in Düsseldorf genutzt.
Lange Jahre verkehrte eine Rheinfähre zwischen Hamm und Neuss, die 1453 erstmals erwähnt wurde. Heutzutage kommt man über die Josef-Kardinal-Frings-Brücke der Bundesstraße 1 und die Hammer Eisenbahnbrücke trockenen Fußes auf die andere Rheinseite.
Seit 1992 setzt sich der Förderverein Düsseldorf-Hamm e. V. für die Interessen der Hammer Bürger auf kommunaler Ebene ein.

## Schule und Kindergarten
1824 wurde die erste Schule in Hamm eingeweiht. Durch den Anstieg der Bevölkerungszahl um die Jahrhundertwende entschloss man sich an derselben Stelle ein größeres Schulgebäude zu bauen. Noch heute wird das im Zweiten Weltkrieg schwer beschädigte und in der Folgezeit wieder restaurierte Schulgebäude als städtische katholische Grundschule (KGS) verwendet. Der Baustil des Schulgebäudes erinnert immer noch an die typische wilhelminische Architektur.
Seit 1960 gibt es in Hamm auch einen katholischen Kindergarten.

## Wirtschaft
Die wirtschaftliche Entwicklung Hamms wurde traditionell durch die Landwirtschaft geprägt. Die als „Kappesbuure“ (Kohlbauern) bekannten Landwirte nutzten die fruchtbaren Rheinauen für den Anbau von Gemüse, insbesondere Kohl, zur Versorgung der Düsseldorfer Bevölkerung. Überregionale Bedeutung erlangte der Hammer Spargelanbau, der bis in die 1950er Jahre einen wichtigen Wirtschaftszweig darstellte. Ab der zweiten Hälfte des 20. Jahrhunderts erfolgte eine Umstellung der landwirtschaftlichen Produktion auf Blumenzucht.
Die Struktur der landwirtschaftlichen Betriebe wurde dabei maßgeblich von der Nähe zum Rhein und den regelmäßigen Hochwasserereignissen beeinflusst. Regelmäßige Hochwasser führten zur Entwicklung angepasster Bewirtschaftungsformen.
Neben der rückläufigen Landwirtschaft entwickelte sich eine diversifizierte Gewerbestruktur. Das produzierende Gewerbe ist vorwiegend durch kleine und mittlere Handwerksbetriebe vertreten. Im Dienstleistungssektor sind drei Hotels, mehrere gastronomische Betriebe sowie verschiedene Dienstleistungsunternehmen angesiedelt. Die räumliche Nähe zum Medienhafen und die verkehrsgünstige Lage mit Anschluss an den Rheinufertunnel, die S-Bahn-Linien S8, S11 und S28 sowie die Straßenbahnlinien 706 und 709 begünstigen die wirtschaftliche Entwicklung des Stadtteils. Die 2016 eingeführte Buslinie 723 verbesserte zusätzlich die Anbindung an das städtische Verkehrsnetz.